# Tournoi municipal de Rio de Janeiro de football
Le tournoi municipal de Rio de Janeiro de football (Torneio Municipal de Futebol do Rio de Janeiro en portugais) était une compétition brésilienne de football opposant les équipes de la ville de Rio de Janeiro. Elle fut disputée vers le milieu du XXe siècle et sa dernière édition a eu lieu en 1951.

## Palmarès
| Année | Champion         |
| ----- | ---------------- |
| 1938  | Fluminense FC    |
| 1943  | São Cristóvão FR |
| 1944  | CR Vasco da Gama |
| 1945  | CR Vasco da Gama |
| 1946  | CR Vasco da Gama |
| 1947  | CR Vasco da Gama |
| 1948  | Fluminense FC    |
| 1951  | Botafogo FR      |

## Titres par équipes
CR Vasco da Gama: 4 titres

Fluminense FC: 2 titres

Botafogo FR: 1 titres

São Cristóvão FR: 1 titre